# Pompiliu Stoica
Pompiliu Sorin Stoica (Buzău, 10 settembre 1976) è un ex calciatore rumeno, di ruolo difensore.

## Palmarès

### Club

#### Competizioni nazionali
- Campionato rumeno: 2

Steaua Bucarest: 2000-2001, 2004-2005